# Cameronita
La cameronita és un mineral d'argent, coure i tel·luri. El seu nom fa honor al professor Eugene Nathan Cameron (1910-1999), de la Universitat de Wisconsin, que la reconegué com un nou mineral. Fou descrita per A.C. Roberts, D.C. Harris, A.J. Criddle i W.W. Pinch el 1986 a partir d'una mostra obtinguda a la mina Good Hope, Colorado, EUA.

## Característiques
Químicament és un tel·lurur d'argent i coure, de fórmula AgCu₇Te10, de color gris i una duresa de 3,5 a 4 a l'escala de Mohs. La seva densitat és de 7,144 g/cm³. Cristal·litza en el sistema tetragonal i la seva lluentor és metàl·lica.
Segons la classificació de Nickel-Strunz, la cameronita pertany a «02.DB: Sulfurs metàl·lics, M:S = 2:3» juntament amb els següents minerals: antimonselita, bismutinita, guanajuatita, metastibnita, pääkkönenita, estibina, ottemannita, suredaïta, bowieïta, kashinita, montbrayita, edgarita i tarkianita.

## Formació i jaciments
La cameronita només s'ha trobat fins ara en uns filons hidrotermals que contenien tel·luri de la mina Good Hope, al districte Vulcan, Colorado, Estats Units. Apareix associada amb pirita, vulcanita, rickardita i tel·luri.